# Takuya Kawaguchi
Takuya Kawaguchi (川口 卓哉 Kawaguchi Takuya?), född 1 oktober 1978 i Hokkaido prefektur, är en japansk före detta fotbollsspelare.
Kawaguchi började sin karriär 1997 i Bellmare Hiratsuka (Shonan Bellmare). Han spelade 82 ligamatcher för klubben. 2002 flyttade han till Tokyo Verdy. Efter Tokyo Verdy spelade han för Consadole Sapporo. Han avslutade karriären 2003.